# Jefferson White
Jefferson White (nacido el 3 de noviembre de 1989) es un actor estadounidense. Interpreta a Jimmy Hurdstrom en la serie Yellowstone de Paramount Network y a Sean O'Neil en Chicago P.D. en NBC.

## Carrera
White hizo su debut televisivo en The Americans en 2014, y otras apariciones televisivas incluyeron Elementary, Blue Bloods, How to Get Away with Murder y Law & Order: Special Victims Unit.
En 2018, White apareció como una serie regular en la primera temporada de Yellowstone para Paramount+, y su personaje, un vaquero con problemas llamado Jimmy. En 2021, White fue nombrado nominado para el Premio del Sindicato de Actores al mejor reparto de televisión - Drama por su trabajo en Yellowstone. Se espera que el personaje de White, Jimmy, aparezca en una próxima serie spin-off de Yellowstone titulada 6666, ya que su personaje Jimmy se mudó al 6666 Ranch en Texas durante la temporada 4 de Yellowstone. El personaje de White, Jimmy, todavía apareció en la quinta temporada de Yellowstone en 2022.
En septiembre de 2022, White fue presentado como el personaje de Sean O'Neil en la décima temporada del drama de larga duración de NBC Chicago P.D. White tiene un papel en el largometraje de 2023 Eileen, protagonizado por Anne Hathaway, y en la película de Alex Garland, Civil War.

## Vida personal
White creció en Mount Vernon, Iowa y asistió a la Universidad Estatal de Iowa, donde se graduó en 2012 en artes escénicas.
White está casado con Casey Wortmann, actriz y trabajadora social.

## Filmografía

### Cine y televisión
| Año           | Título                            | Papel                | Notas                        |
| ------------- | --------------------------------- | -------------------- | ---------------------------- |
| 2014          | The Americans                     | Brad Mullin          | 2 episodios                  |
| 2015          | Law & Order: Special Victims Unit | Gary                 | 1 episodio                   |
| 2015          | Manhattan                         | Cole ‘Iowa’ Dunlavey | 9 episodios                  |
| 2015          | Elementary                        | Dorian Moll          | 1 episodio                   |
| 2016–20       | Blindspot                         | Parker               | 10 episodios                 |
| 2016          | How to Get Away with Murder       | Phillip Jessie       | 7 episodios                  |
| 2016          | Blue Bloods                       | Eric Carlson         | 1 episodio                   |
| 2016          | House of Cards                    | Joshua Masterston    | 3 episodios                  |
| 2018–presente | Yellowstone                       | Jimmy Hurdstrom      | Protagonista                 |
| 2019          | The Twilight Zone                 | Jerry Pierson        | 1 episodio                   |
| 2022          | God's Country                     | Samuel               | Película                     |
| 2022–23       | Chicago P.D.                      | Sean O’Neil          | Recurrente (temporada 10)    |
| 2023          | Eileen                            | Buck Warren          | Película                     |
| 2023          | Ink Master                        | Él mismo             | Juez invitado (temporada 15) |
| TBA           | Civil War                         |                      | Película                     |
| TBA           | Hellboy: The Crooked Man          | Tom Ferrell          | Película                     |